# ستيف هانلي (كاتب أغاني)
ستيف هانلي (بالإنجليزية: Steve Hanley)‏ هو كاتب أغاني بريطاني، ولد في 20 مايو 1957 في دبلن في جمهورية أيرلندا.

## وصلات خارجية
- ستيف هانلي على موقع IMDb (الإنجليزية)
- ستيف هانلي على موقع ميوزك برينز (الإنجليزية)
- ستيف هانلي على موقع أول ميوزيك (الإنجليزية)
- ستيف هانلي على موقع ديسكوغز (الإنجليزية)